# Isiah Brown
Isiah Brown (ur. 4 września 1997 w Anchorage) – amerykański koszykarz, występujący na pozycji rozgrywającego, obecnie zawodnik Kaposvari KK.
W 2013 nagrodzono go tytułem najlepszego pierwszorocznego zawodnika Metro League (Metro League Freshman of the Year). W 2016 został wybrany najlepszym koszykarzem szkół średnich stanu Waszyngton (Washington Gatorade Player of the Year). Oprócz tego otrzymał też inne nagrody dla najlepszego gracza – The News Tribune state Player of the Year, Associated Press Class 3A Player of the Year, Washington Interscholastic Basketball Coaches Association Class 3A Player of the Year. Został liderem punktowym stanu ze średnią 33,8 punktu na mecz, a po opuszczeniu liceum także liderem wszech czasów konferencji Metro League w liczbie zdobytych punktów (2372).
2022 reprezentował Los Angeles Clippers podczas rozgrywek letniej ligi NBA. 25 lipca 2022 zawarł umowę z PGE Spójnią Stargard.
12 grudnia 2022 został zwolniony przez PGE Spójnię Stargard. 14 grudnia 2022 dołączył do węgierskiego Kaposvari KK.
Jego ojciec Gerald grał w koszykówkę na University of Alaska Anchorage, a następnie zawodowo w Niemczech. Trenował też w drużynach szkół średnich na Alasce późniejszych zawodników NBA: Trajana Langdona oraz Mario Chalmersa.

## Osiągnięcia
Stan na 28 grudnia 2022, na podstawie, o ile nie zaznaczono inaczej.
NCAA
- Uczestnik II rundy turnieju NCAA (2017)
- Wicemistrz sezonu regularnego konferencji Big Sky (2021)
- Najlepszy nowo przybyły zawodnik konferencji Big Sky (2021)
- Zaliczony do I składu Big Sky (2021)

Indywidualne
- Zaliczony do I składu kolejki EBL (5 – 2022/2023)[7]